# Elżbieta Koopman Heweliusz
Elżbieta Koopman Heweliusz (ur. w 1647 w Gdańsku, zm. w 1693 tamże) – gdańska astronom.

## Życiorys
Była córką bogatego gdańskiego kupca, pochodzącego z Holandii. Była wykształcona, znała kilka języków, miała szerokie zainteresowania naukowe. W 1663 w wieku 16 lat wyszła za mąż za 52-letniego Jana Heweliusza (było to jego drugie małżeństwo). Nie miał dzieci z poprzedniego, trwającego 20 lat małżeństwa. Elżbieta miała z nim kilkoro dzieci; pierworodny syn Adeodatus (co znaczy "dar Boga") zmarł w niemowlęctwie, do wieku dorosłego dożyły trzy córki: Katarzyna, Julianna Renata i Flora Konstancja, które nie odziedziczyły żadnych zdolności naukowych.
Elżbieta wspólnie z mężem prowadziła obserwacje i badania astronomiczne, pomagała w projektowaniu obserwatorium w Gdańsku. Wspierała go po pożarze, który zniszczył instrumenty badawcze i księgi. Korespondowała z wieloma uczonymi europejskimi. Schorowanego męża otoczyła troskliwą opieką w jego ostatnich latach życia. Współpracowała z mężem przy pisaniu dzieła Prodromus astronomiae (katalogu 1564 gwiazd i ich pozycji), po śmierci męża w 1687 dokończyła tę książkę (wprowadzając liczne korekty) i opublikowała 3 lata później w 1690. Przeżyła męża o 6 lat i została pochowana obok niego w ewangelickim kościele, który obecnie jest kościołem św. Katarzyny w Gdańsku.

## Upamiętnienie
Decyzją Międzynarodowej Unii Astronomicznej jeden z kraterów na Wenus został nazwany Corpman na cześć Elżbiety Koopman od angielskiej wersji jej nazwiska. Upamiętnia ją także planetoida (12625) Koopman.
Gdański trójkąt masoński (loża wolnomularska w organizacji) przyjął za patronów Jana i Elżbietę Heweliuszów.
Jest patronką tramwaju Pesa Swing 120NaG SWING Gdańskich Autobusów i Tramwajów o numerze bocznym 1022.